# Nivigne et Suran
Nivigne et Suran es una comuna francesa del departamento de Ain, en la región de Auvernia-Ródano-Alpes. Pertenece a la comunidad de aglomeración del Bassin de Bourg-en-Bresse.

## Historia
Fue creada el 1 de enero de 2017, en aplicación de una resolución del prefecto de Ain del 20 de mayo de 2016 con la unión de las comunas de Chavannes-sur-Suran y Germagnat, pasando a estar el ayuntamiento en la antigua comuna de Chavannes-sur-Suran.

## Demografía
| Gráfica de evolución demográfica de Nivigne-et-Suran entre 1800 y 2014 |
|                                                                        |

Los datos entre 1800 y 2013 son el resultado de sumar los parciales de las dos comunas que forman la nueva comuna de Nivigne-et-Suran, cuyos datos se han cogido de 1800 a 1999, para las comunas de Chavannes-sur-Suran y Germagnat de la página francesa EHESS/Cassini. Los demás datos se han cogido de la página del INSEE.

## Composición
| Comuna delegada     | Código INSEE | Población (2013) | Superficie (km²) | Densidad (hab./km²) |
| ------------------- | ------------ | ---------------- | ---------------- | ------------------- |
| Chavannes-sur-Suran | 01095        | 641              | 21.50            | 30                  |
| Germagnat           | 01172        | 149              | 9.48             | 16                  |